# جولای بلوطی
جولای بلوطی (نام علمی: Ploceus rubiginosus) نام یک گونه از سرده جولاها است.